# The Best of Dolly Parton
| Оценки критиков          | Оценки критиков |
| Источник                 | Оценка          |
| ------------------------ | --------------- |
| AllMusic                 | [ 1 ]           |
| Christgau's Record Guide | A               |

The Best of Dolly Parton — сборный альбом американской кантри-певицы Долли Партон, выпущенный 9 ноября 1970 года на лейбле RCA Victor. Его продюсировал Bob Ferguson. Он включает в себя некоторые из ранних хитов Партон, несколько треков из не синглового альбома и два ранее неизданных трека («Mule Skinner Blues (Blue Yodel No. 8)» и «How Great Thou Art»). Альбом достиг 12 строчки в кантри-чарте Billboard Hot Country LP’s. Сингл «Mule Skinner Blues (Blue Yodel No. 8)» занял третье место в чарте Billboard Hot County Singles и принес для Долли Партон номинацию на Best Female Country Vocal Performance на 13-й церемонии Грэмми. Альбом был удостоен золотого сертификата RIAA 12 июня 1978 года за тираж 500,000 копий.

## Отзывы критиков
Альбом получил положительные и умеренные отзывы музыкальной критики и интернет-изданий: AllMusic, Billboard, Cashbox.
Партон заработала свою первую сольную номинацию Грэмми за песню «Mule Skinner Blues (Blue Yodel No. 8)». Она был номинирована в категории Best Female Country Vocal Performance на 13-й церемонии Грэмми.

## Коммерческий успех
Альбом поднялся до 12-го места в американском хит-параде музыки кантри Billboard Hot Country LP.
Альбомный сингл «Mule Skinner Blues (Blue Yodel No. 8)» вышел в июне 1970 года и поднялся на 3-е место в чарте Billboard Hot Country Singles и на 4-е место в канадском чарте RPM Country Singles.

## Список композиций
| №  | Название                                                                                     | Автор(ы)                      | Дата записи     | Длительность |
| -- | -------------------------------------------------------------------------------------------- | ----------------------------- | --------------- | ------------ |
| 1. | «Mule Skinner Blues (Blue Yodel No. 8)»                                                      | Джимми Роджерс George Vaughan | 4 мая 1970      | 3:10         |
| 2. | «Down from Dover» (из The Fairest of Them All)                                               | Долли Партон                  | 4 сентября 1969 | 3:42         |
| 3. | «My Blue Ridge Mountain Boy» (из My Blue Ridge Mountain Boy)                                 | Партон                        | 20 мая 1969     | 3:27         |
| 4. | «In the Good Old Days (When Times Were Bad)» (из In the Good Old Days (When Times Were Bad)) | Партон                        | 9 сентября 1968 | 2:46         |
| 5. | «Gypsy, Joe and Me» (из My Blue Ridge Mountain Boy)                                          | Партон                        | 21 мая 1969     | 3:07         |

| №  | Название                                                 | Автор(ы)               | Дата записи     | Длительность |
| -- | -------------------------------------------------------- | ---------------------- | --------------- | ------------ |
| 1. | «In the Ghetto» (из My Blue Ridge Mountain Boy)          | Mac Davis              | 2 июня 1969     | 2:46         |
| 2. | «Just Because I'm a Woman» (из Just Because I’m a Woman) | Партон                 | 18 декабря 1967 | 3:01         |
| 3. | «Daddy Come and Get Me» (из The Fairest of Them All)     | Parton Dorothy Jo Hope | 31 октября 1969 | 2:59         |
| 4. | «How Great Thou Art»                                     | Stuart K. Hine         | 12 мая 1970     | 3:27         |
| 5. | «Just the Way I Am» (из The Fairest of Them All)         | Партон                 | 31 октября 1969 | 2:27         |

## Чарты

### Альбом
| Чарт (1970)                      | Высшая позиция |
| -------------------------------- | -------------- |
| США Hot Country LP’s (Billboard) | 12             |

### Синглы
| Название                                | Год  | Высшая позиция       | Высшая позиция           |
| Название                                | Год  | США · US · Country · | Канада · CAN · Country · |
| --------------------------------------- | ---- | -------------------- | ------------------------ |
| «Mule Skinner Blues (Blue Yodel No. 8)» | 1970 | 3                    | 5                        |

## Сертификации
| Регион | Сертификация | Продажи  |
| --- | ------------ | -------- |
| США (RIAA) | Золотой      | 500 000^ |
| * Данные о продажах приведены только на основе сертификации. ^ Данные о тиражах приведены только на основе сертификации. |              |          |